# Aminta
Aminta ist ein Hirtenspiel von Torquato Tasso in fünf Akten bzw. 1.996 Versen. Die Uraufführung fand am 23. März 1573 auf der Po-Insel Belvedere in Ferrara statt. 1580 wurde Aminta erstmals als Buch veröffentlicht.

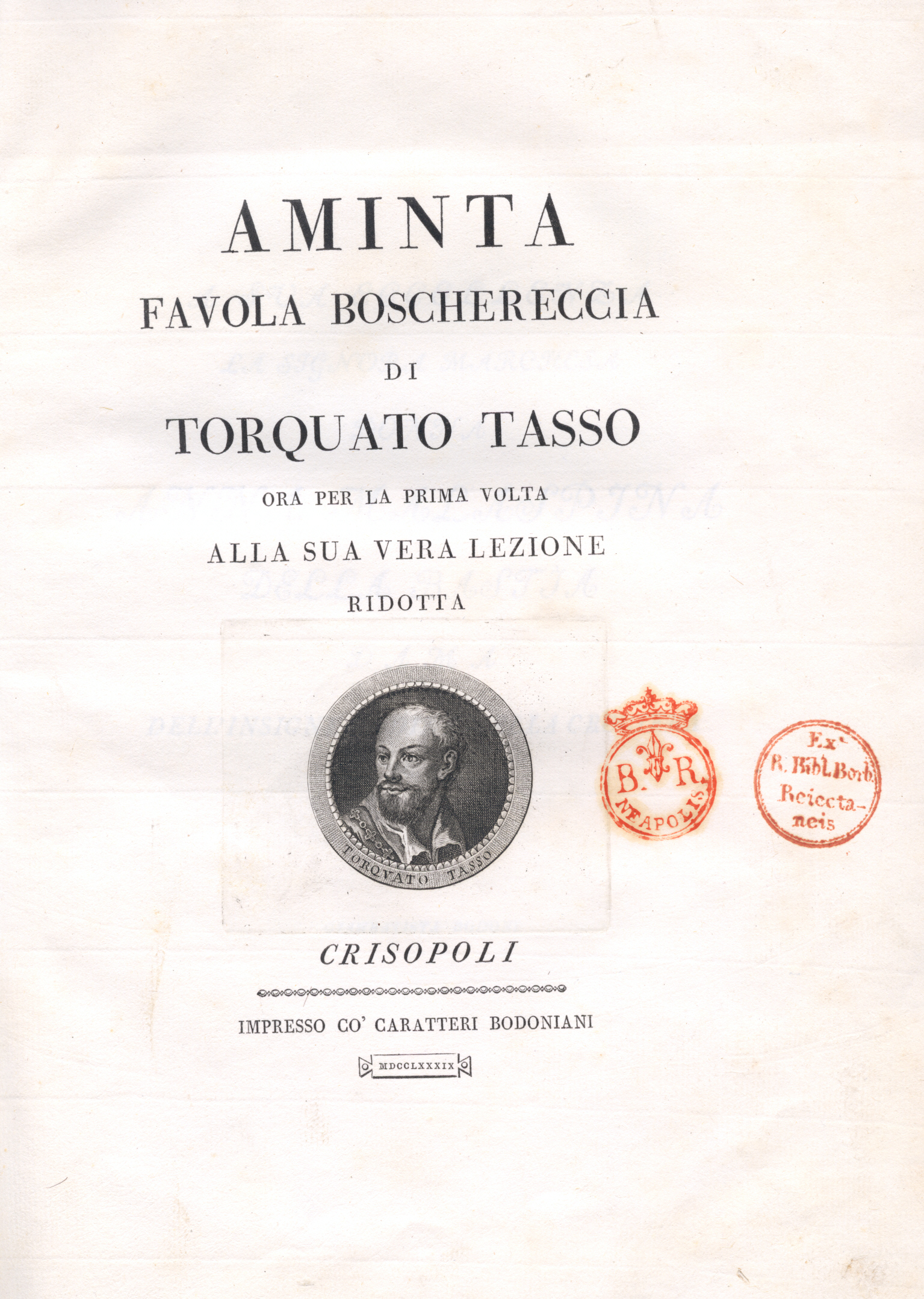
1789 in Parma veröffentlichte Ausgabe von Aminta

## Inhalt

### Prolog
Der Prolog wird von Amor gesprochen, der sich als Hirte verkleidet vor seiner Mutter Venus versteckt hat, da diese in ihrem Ehrgeiz möchte, dass Amor ausschließlich im Kreis der Götter verkehre und wirke (was wiederum an Aretinos erster Fassung von La Cortigiana [1524] erinnert, in dessen Prolog Eltern kritisiert werden, die alles dafür tun, dass ihre Kinder an Fürstenhöfen aufgenommen werden und sie auf diese Weise dem lasterhaften Leben an ebendiesen Höfen preisgeben). Amors gegenwärtige Herausforderung besteht darin, die gefühlskalte Nymphe Silvia verliebt zu machen. Zu diesem Zweck hatte Amor den Hirtenjungen Aminta mit seinen Liebespfeilen beschossen. Wenn es Aminta nun gelinge, Silvia zu erweichen, werde die Liebeswunde, die Amor mit seinen Pfeilen bei Silvia verursachen würde, umso tiefer und schmerzhafter werden. Dies ist ein weiterer Grund, warum sich Amor als Hirte verkleidet hat: Als Hirte kann er unerkannt seine unsichtbaren Liebespfeile abfeuern. Die Liebe soll den plumpen Seelen der Hirten Edelmut einflößen, die Hirtendichtung auf diese Weise in den Rang der Hochkultur erhoben werden.

### Erster Akt
Dafne versucht, ihre Gesellin Silvia dazu zu überreden, Aminta ihr Herz zu öffnen. Doch Silvia bleibt hart. Ihr liegt mehr an der Jagd als an der Liebe. Zudem ist sie sehr auf die Aufrechterhaltung ihrer Jungfräulichkeit bedacht. Schließlich verabreden sich Silvia und Daphne für einen späteren Zeitpunkt und Silvia bricht zur Jagd auf. Aminta wiederum ist ob der Sprödigkeit Silvias frustriert und deutet gegenüber seinem Freund Tirsi an, dass er sich selbst Schaden zufügen möchte, sollte er sein Ziel nicht erreichen. Seit seiner Kindheit ist Aminta eng mit Silvia befreundet. Sie gingen gemeinsam auf Jagd. Allmählich verliebte sich Aminta in Silvia. Dessen wurde er schließlich gewahr, als sie zu dritt mit einem gewissen Filli unterwegs waren und Filli, einer ihrer Jagdgesellen, von einer Biene an der Wange gestochen wurde. Silvia befreite diesen darauf durch einen Kuss vom Schmerz, worauf Aminta vorgab, an seiner Unterlippe ebenfalls von einer Biene gestochen worden zu sein. Silvia küsste ihm daraufhin den Mund, um ihn zu heilen. Da Aminta an der Berührung mit Silvias Lippen Geschmack gefunden hatte, beklagte er sich immer wieder über den Schmerz, dem ihm der vorgebliche Bienenstich hinterlassen habe, und so wurde er immer wieder von der nichtsahnenden Silvia geküsst. Als Aminta bei späterer Gelegenheit Silvia seine Liebe gestand, wurde diese zornig. Seit nunmehr drei Jahren redet Silvia nicht mehr mit Aminta. Alles hat Aminta versucht, um Silvias Herz zu erweichen, jedoch vergeblich. Nun, so Aminta, bleibe ihm allein der Selbstmord, um bei Silvia Mitleid zu erregen, zumal Mopso, ein Wahrsager, ihm prophezeit habe, dass ihm dies allein auf diese Weise gelingen werde. Tirsi warnt Aminta vor Mopso, mit dem er schlechte Erfahrungen gemacht habe. Vor Jahren habe Tirsi, als er in die Stadt gehen wollte, sich mit Mopso beraten. Dieser habe ihn vor der Gesellschaft dort, insbesondere vor der Hofgesellschaft gewarnt, und vor der Falschheit der Hofmänner und -damen und der Hellhörigkeit der Wände. Tirsi habe sich dennoch in die Stadt begeben und im Gegensatz zu Mopsos Prophezeiung eine prächtige Hofgesellschaft vorgefunden – die Prophezeiung Mopsos erwies sich folglich als Trug. Als Tirsi Mopso später von seinen Erfahrungen in der Stadt erzählt habe, habe Mopso ihn verhext und ihn für eine Weile stumm gemacht. Tirsis raue Stimme stamme aus dieser Zeit. Nach Tirsis Geschichte vertraut Aminta diesem die Vermittlung zwischen ihm und Silvia an. Beide verabreden sich für einen späteren Zeitpunkt an einem Brunnen. Der Chor, der den ersten Akt abschließt, besingt das goldene Zeitalter, das sich nicht allein dadurch auszeichnete, dass Milch und Honig flossen, sondern dadurch, dass unter den Menschen das Prinzip des „Was gefällt, ist erlaubt“ vorherrschte. Erst das Ehrgefühl habe das goldene Zeitalter zuneige gebracht. Das fröhliche, unvoreingenommene Miteinander der Menschen sei durch die Ehre zerstört worden, habe den Frauen Scham beigebracht und der Liebe den Schmerz zugesellt.

### Zweiter Akt
Auch ein Satyr ist unglücklich in Silvia verliebt. Da Silvia vornehmlich mit Menschen verkehrt, ist er auf diese eifersüchtig. Er führt dies auf die Herrschaft des Geldes zurück. Da die Liebe durch das Übel des Geldes verdorben worden sei, wolle sich dieser Satyr, der sich im Gegensatz zu den Menschen als echter Mann wähnt, dadurch Gerechtigkeit verschaffen, indem er Silvia vergewaltigt. Ein Hirte habe ihm verraten, dass Silvia bei ihren Jagden an einem Brunnen Rast mache. Tirsi und Daphne unterhalten sich indessen über die spröde Silvia und fragen sich, ob Silvia sich ihrer Schönheit und ihrer Wirkung auf die Männer bewusst sei oder nicht. Beide kommen zu dem Schluss, dass Silvias Sprödigkeit in Wirklichkeit eine eitle List ist, deren Grund im schädlichen Einfluss der Stadt auf das Land liege. Aminta sei aufgrund seiner Sensibilität und seiner Rücksicht gegenüber Silvia verloren, da es heutzutage gelte, die Frauen zur Liebe zu überreden, wenn nicht gar zu vergewaltigen, wolle man bei diesen Erfolg haben. Daphne verrät Tirsi die Verabredung mit Silvia. Anschließend kommt es zu einem Streitgespräch zwischen Tirsi und Daphne, da Tirsi sich nicht verlieben möchte, Daphne jedoch (aus welchem Grund auch immer) ein Interesse daran hat, dass sich Tirsi verliebt. Tirsi widmet sich lieber der Verehrung seines Gottes/Herrn, da er (aufgrund Mopsos Zauber) nicht tun kann, was sein Gott/Herr ihm aufgetragen hat, nämlich diesen zu besingen. Am Ende des Streitgesprächs beschließen sie jeweils, Aminta und Silvia am Brunnen zusammenzubringen. Nach dieser Szene befinden sich Aminta und Tirsi im Gespräch miteinander. Tirsi erzählt Aminta, dass er mit Daphne abgesprochen hat, ihn zu Silvia zu führen, die sich nackt am Brunnen im Wald baden würde. Aminta müsse nur noch hinzukommen und ihr seine Liebe gestehen. Doch Aminta ist es unerträglich, keine Gewissheit zu besitzen, dass Silvia ihn liebt (die sie ihm jedoch aus Gründen der Ehre nicht geben kann). Er möchte nicht das Risiko eingehen, von ihr abgewiesen zu werden. Schließlich überredet Tirsi Aminta dazu, mit ihm zum Brunnen zu gehen. Der Chor singt über die Schwierigkeit der sprachlichen Vermittelbarkeit von Liebe und kommt zu dem Schluss, dass die Liebe allein durch sich selbst vermittelbar sei. Indirekt deutet der Chor zudem an, dass aus literarischer Sicht die Poesie der Liebe, das Hirtengedicht, den Widerspruch zwischen den Ständen und somit zwischen den literarischen Gattungen aufhebe, denn selbst ein plumper Hirte verstehe sich auf die erhabene Sprache der Liebe.

### Dritter Akt
Tirsi befindet sich auf der Suche nach Aminta, der aus seiner Sicht in der Zwischenzeit Selbstmord begangen hat. Da der Chor der Hirten ihn fragt, wie er zu dieser Mutmaßung komme, erzählt Tirsi, was ihm in der Zwischenzeit widerfahren ist: Kaum seien Tirsi und Aminta beim Brunnen angekommen, hätten sie das Wehgeschrei Daphnes gehört. Silvia sei laut Daphne vergewaltigt worden. Und tatsächlich hätten Tirsi und Aminta gesehen, wie Silvia an einem Baum gefesselt gewesen sei und der Satyr noch an den Fesseln herumhantiert habe. Aminta habe mit Pfeilen nach diesem geschossen. Tirsi habe indessen Steine gesammelt, um den Satyrn damit zu bewerfen. Als der Satyr die Flucht ergriffen habe, habe Aminta Silvia von den Fesseln befreit. Doch statt Aminta zu danken, sei die hochmütige Silvia davongelaufen. Tirsi, der die ganze Szene beobachtet habe, sei Silvia hinterher gerannt, um sie zurückzuholen. Er habe sie jedoch aus den Augen verloren. Als Tirsi zum Brunnen zurückgekehrt sei, sei auch Aminta verschwunden. Tirsis letzte Hoffnung ist, Aminta bei Elpino zu finden, zu dem Aminta sich zu begeben pflegt, um beim Klang seiner Sackpfeife den Liebeskummer zu zerstreuen. Indessen diskutieren Aminta und Daphne miteinander. Angesichts der Tatsache, dass Silvia vor ihm geflohen ist, möchte Aminta sich umbringen. Doch Daphne erklärt ihm, dass Silvia nicht aus Missgunst ihm gegenüber, sondern aus Scham, nackt vor ihm zu stehen, geflohen sei. Das Gespräch zwischen Aminta und Daphne wird durch das Wehgeschrei Nerinas unterbrochen. Von Nerina erfahren die beiden, dass Silvia sich kurz nach ihrer Befreiung von den Fesseln des Satyr zu ihr begab: Nachdem sich Silvia wieder angezogen habe, seien die beiden auf Jagd gegangen. Auf der Jagd erblickten sie einen Wolf. Silvia habe diesen Wolf mit einem Pfeil getroffen, worauf dieser sich wieder in den Wald geflüchtet habe. Silvia habe die Suche nach dem Wolf aufgenommen. Nerina wiederum sei Silvia gefolgt, habe sie jedoch aus den Augen verloren. Schließlich habe sie im Innersten des Waldes Silvias Schleier gefunden. Silvia selbst sei verschwunden. Ein Wolfsrudel habe nahe dem Schleier eine Blutspur geleckt, weshalb Nerina vermutet, dass Silvia von ebendiesen Wölfen gerissen worden sei. Ob dieser Nachricht entschließt sich Aminta endgültig zum Selbstmord und schreitet schnellen Schrittes davon. Da Nerina ihm nicht zu folgen und ihn nicht von seiner Tat abzuhalten vermag, geht sie schließlich wieder ihres Weges. Am Ende des dritten Aktes singt der Chor über Liebe und Selbstmord. Selbstmord sei nicht nötig, da die Treue in der Liebe die Auserwählten (selbst, wenn diese zunächst nicht erwidert werde) zusammenbringe. Die Liebe sorge automatisch für unsterblichen Ruhm.

### Vierter Akt
Silvia, die offenbar doch nicht vom Wolfsrudel gerissen worden ist, erzählt Daphne, was ihr widerfahren ist. Silvia sei dem Wolf, den sie mit dem Pfeil getroffen habe, gefolgt und habe ihn schließlich aus den Augen verloren. Schließlich habe sie den Wolf, der kurz davor ein Tier erlegt habe, in einem Rudel wiedergesehen. Als der Wolf auf sie zugelaufen sei, habe Silvia ihn mit ihren Pfeilen verfehlt und daraufhin die Flucht ergriffen. Dabei habe sie den Schleier verloren. Den Wald habe sie heil verlassen können. Als sie ihr Haus erreicht habe, sei sie Daphne begegnet. Daphne ist über das Wiedersehen mit Silvia nur begrenzt erfreut, da sie glaubt, Aminta habe aufgrund des vermeintlichen Todes Silvias Selbstmord begangen. Auch Silvia weint aus Mitleid zu Aminta. Daphne und der Chor bzw. die Schar der Hirten sind jedoch der Meinung, Mitleid sei ein Vorbote der Liebe, weshalb Silvia sich notwendig in Aminta verlieben müsse. Folglich werde Silvia für ihre Hartherzigkeit gegenüber Aminta bestraft, da sie nun dazu verdammt sei, einen Toten zu beweinen. Wie eine Biene habe Aminta den Liebesschmerz Silvias mit dem Tod bezahlen müssen. Ein Bote berichtet daraufhin Silvia, Daphne und der Hirtenschar von Amintas Tod. Aminta habe kurz vor seinem Tod den Namen Silvias gerufen. Während der Jagd habe er, Ergasto, der Bote, Aminta erblickt und sei zu diesem gerannt. Aminta wiederum habe ihn an einen steilen Felsen geführt und ihm das Versprechen abgenommen, bei seinem Tun nicht einzuschreiten. Daraufhin habe Aminta Ergasto den Grund für sein Handeln erklärt und sich schließlich vom Fels hinabgestürzt. Ergasto habe vergeblich versucht, Aminta zurückzuhalten. Nach dem Selbstmordversuch habe er nicht nachprüfen wollen, ob Aminta noch am Leben sei, da er dessen zerstückelte Leiche nicht sehen wollte. Angesichts dieser Nachricht erwägt nun wiederum Silvia, sich das Leben zu nehmen. Was sie jedoch zunächst davon abhält, ist die Suche nach Amintas Leichnam, um diesen würdig bestatten zu können. Am Ende des vierten Akts singt der Chor von der Liebe und dem Tod. Die Liebe bringe Menschen zusammen, der Tod trenne sie, die Liebe sei Freundin des Friedens, der Tod Freund des Krieges. Die Liebe jedoch siege über den Tod: Indem die Liebe zwei Menschen vereine, mache sie die Erde dem Himmel gleich. Die Liebe beseitige den Groll im Herzen der Menschen und verwandle die Erde beinahe in die ewige Glückseligkeit des Himmels.

### Fünfter Akt
Offensichtlich hat Aminta den Felssturz überlebt. Er liegt nun im Schoße Silvias und lässt sich seine Freuden-/ Reuetränen von ihren Lippen trocknen. Elpino möchte zu Silvias Vater, Montano, eilen, um ihn um die Zustimmung der Ehe der beiden zu bitten. Zufälligerweise hat es sich ergeben, dass Tirsi und Elpino auf dem Weg zur Höhle Elpinos gesehen haben, wie Aminta vom Fels herabgestürzt ist. Zum Glück für Aminta wurde sein Fall durch ein aus der Felswand ragendes Dickicht gebremst, so dass der Sturz für ihn nicht tödlich endete. Aminta hat lediglich einige Kratzer und Prellungen erlitten. Während Aminta und Silvia glücklich vereint sind, begibt sich Elpino zu Montano. Der Chor des letzten Aktes singt von der Intensität der Gefühle, die aus ihrer Gegensätzlichkeit folge. Die Liebe, die der Bitternis folge, sei umso intensiver. Der Chor wünscht sich dennoch ein leidloseres Leben und schließlich einen endgültigen Seelenfrieden.

## Personen
- Amore (Amor), in Hirtengewändern
- Daphne, Gesellin Silvias
- Silvia, Angebetete Amintas
- Aminta, Verehrer Silvias
- Tirsi, Geselle Amintas
- Satiro (Satyr), Verehrer Silvias
- Nerina, Botin
- Ergasto, Bote
- Elpino, Hirt
- Sonstige Personen: Coro de' pastori (Hirtenchor)

## Literarische Vorbilder

### Altgriechische Literatur
- Homers Ilias (≈ 8. Jahrhundert v. Chr.)
- Theokritos Idyllen (3. Jahrhundert v. Chr.)
- Anakreonteia (≈ 1. Jahrhundert v. Chr. – 6. Jahrhundert n. Chr.)
- Achilleus Tatios’ Die Geschichte von Leukippe und Kleitophon (≈ 2. Jahrhundert n. Chr.)

### Lateinische Literatur
- Terenzens Andria (166 v. Chr.)
- Catulls Carmina (1. Jahrhundert v. Chr.)
- Lukrezens De rerum natura (1. Jahrhundert v. Chr.)
- Horazens Epoden (30 v. Chr.)
- Vergils Eclogae (≈ 42–39 v. Chr.), Georgica (≈ 37–29 v. Chr.), Aeneis (≈ 29 v. Chr. – 19 v. Chr.)
- Tibulls Elegien (27–19 v. Chr.)
- Ovids Heroides (≈ 25–16 v. Chr.), Amores (15 v. Chr.), Ars amatoria (1 v. Chr. bis 1 n. Chr.),  Metamorphosen (1/3 n. Chr. – 8 n. Chr.)
- Properzens Elegien (≈ 25 v. Chr. – 16 v. Chr.)
- Claudians Epithalamium de nuptiis Honorii et Mariae (4. Jahrhundert n. Chr.)

### Italienische Literatur
- Cavalcantis Rime (13. Jahrhundert)
- Dantes Commedia (1307–21, Erstdruck 1472), Rime (ab 1283)
- Boccaccios Ninfale d’Ameto (1341–42), Elegia di Madonna Fiammetta (1343–1344), Decamerone (1349–53)
- Petrarcas Trionfi (1356–74), Canzoniere (Erstdruck 1470)
- Boiardos Amorum libris tres (1469–71)
- Polizianos Stanze (1475–78), Rispetti spiciolati (Erstdruck 1495)
- Sannazaros Arcadia (1480–85, Erstdruck 1506)
- Lorenzo de’ Medicis Corinto (≈ 1486)
- Castigliones Tirsi (1506), Il Libro del Cortegiano (1528)
- Ariosts Orlando furioso (1516/32)
- Aretinos Sei giornate (1534/36)
- Giraldis Egle (1546)
- Speronis Canace (1546)
- Muzios Egloghe (1550)
- Beccaris Il Sacrificio (1554)
- Scardovas Cornacchione (1554)
- Lollios Aretusa (1563)
- Argentis Lo Sfortunato (1567)

## Weitere Informationen
Einige Personen und Ereignisse in Aminta spiegeln Personen und Ereignisse in der Realität wider, die den Zuschauern – zumindest dem Publikum der Uraufführung – bekannt gewesen sein und dem Theaterstück eine zusätzliche Würze verliehen haben dürften, da die Uraufführung vor der Hofgesellschaft von Ferrara stattfand, deren Mitglied Tasso war:
- Aminta wurde nicht nur auf der Belvedere-Insel bei Ferrara uraufgeführt, sondern spielt – zumindest andeutungsweise – auch dort.[1][2]
- Tirsis Schilderung spiegelt in Bezug auf Mopsos Prophezeiung Tassos Erfahrungen mit der Hofgesellschaft in Ferrara wider. Mopso wiederum steht für Sperone Speroni, einst Lehrer, später, vor allem seit seiner Kritik der Manuskripte der Gerusalemme liberata (1575) ein erbitterter Gegner Tassos (vgl. 1. Akt, Szene 2, Vers 565–652). Tirsis Herr, der ihm gebietet, ihn zu besingen, ist Alfonso II. d’Este (vgl. 2. Akt, Szene 2, Vers 994–1023).
- Elpino steht für Giambattista Nicolucci, genannt „Pigna“, den Sekretär Ercoles II. und später Alfonsos II. d’Este. „Pigna“ war (wie vor ihm Tasso) unglücklich in Lucrezia Bendidio verliebt, die wiederum die Verlobte Baldassare Machiavellis und die Geliebte des Kardinals Luigi d’Este war. Pigna hatte Lucrezia Bendidio mehrere Dichtungen gewidmet. Eine Anspielung hierauf findet sich in einer Anekdote Daphnes, in der Elpino unglücklich in eine gewisse Licori verliebt ist (vgl. 1. Akt, Szene 1, Vers 261–290).
- Manfred Brauneck sieht in der Lobpreisung des goldenen Zeitalters am Ende des ersten Akts eine Kritik Tassos an dem durch die spanische Besatzung in Italien eingeführten rigiden Ehrenkodex.[3]

### Sonstiges
- Tasso führte bei der Uraufführung Amintas Regie.[4]
- Als Schauspieler fungierten bei der Uraufführung das Hofpersonal und Mitglieder der „Comici Gelosi“.[5][6]
- Aminta wurde durch zahlreiche Theaterdichter nachgeahmt, so in Antonio Ongaros Alceo (1582) und Angelo Ingegneris Danza di Venere (1583).[7]

### Textausgaben
- Torquato Tasso: Aminta. Vinetia 1589, urn:nbn:de:bsz:180-digad-36720 (italienisch).
- Torquato Tasso: Amyntas, Übersetzung ins Deutsche von Johann Heinrich Kirchhoff. Hannover 1742
- Torquato Tasso: Aminta. 15. Auflage. BUR, Milano (Mailand) 2004.
- Torquato Tasso: Aminta. In: Torquato Tasso: Teatro. 3. Auflage. Garzanti, Milano (Mailand) 1995.